# Palaumysis pilifera
Palaumysis pilifera är en kräftdjursart som beskrevs av Hanamura och Kase 2003. Palaumysis pilifera ingår i släktet Palaumysis och familjen Mysidae. Inga underarter finns listade i Catalogue of Life.